# Асаг
Асаг (від шумер. 𒀉𒉺 a.sag, тобто «хвороба»; аккад. asakku; імовірно також Асакку) — в ассирійській та вавилонській міфології хтонічний демон або чудовисько, яке асоціювали із хворобами та смертю, найбільше розповсюдження мав у Лагаші.

## Міфологія
Асаг зустрічається у деяких лікувальних закляттях (там його ще порівнюють із бітумом), де Нінурта проганяє демона і цим зцілює хвору людину.
Зазвичай у міфологічних текстах Асаг протиставляється якомусь «доброму» божеству, яке його перемагає чи виганяє, наприклад Нінурта, Адад або Мардук. Також Асага прирівнюють до Тіамат або Анзу. Іноді це не окремий демон, а семеро демонів хвороб, у яких спільне ім'я — Асакку, проте іноді це підвид демонів, які чатують на подорожніх.
Наприклад, у шумерському міфі «Lugal-e» (дослівно «король» в ергативі) герой Нінурта перемагає Асага за допомогою своєї могутньої зброї шарур (шумер. 𒊹𒃡) проганяє чудовисько. Міф розповідає, що Асаг настільки жахливий, що від одної його присутності риба варилася у річках. Він був народжений союзом Ану та Кі, а сам він спарювався з горами (kar) чим породив безліч дітей. Йому також приписували армію (ймовірно гірські демони) з якою він подорожував.
У молитві «Лист до Нінтінуги», Інанакан просить шумерську богиню медицини Нінтінугу звільнити його від Асагу, який «пошкодив» йому ноги. Асагу також пов'язують із невиліковними хворобами, наприклад в одному джерелі дружина радить чоловіку шукати нову жінку, адже вона страждає через Асага, проте просить доглядати за собою.